# Jean-Pierre De Bandt

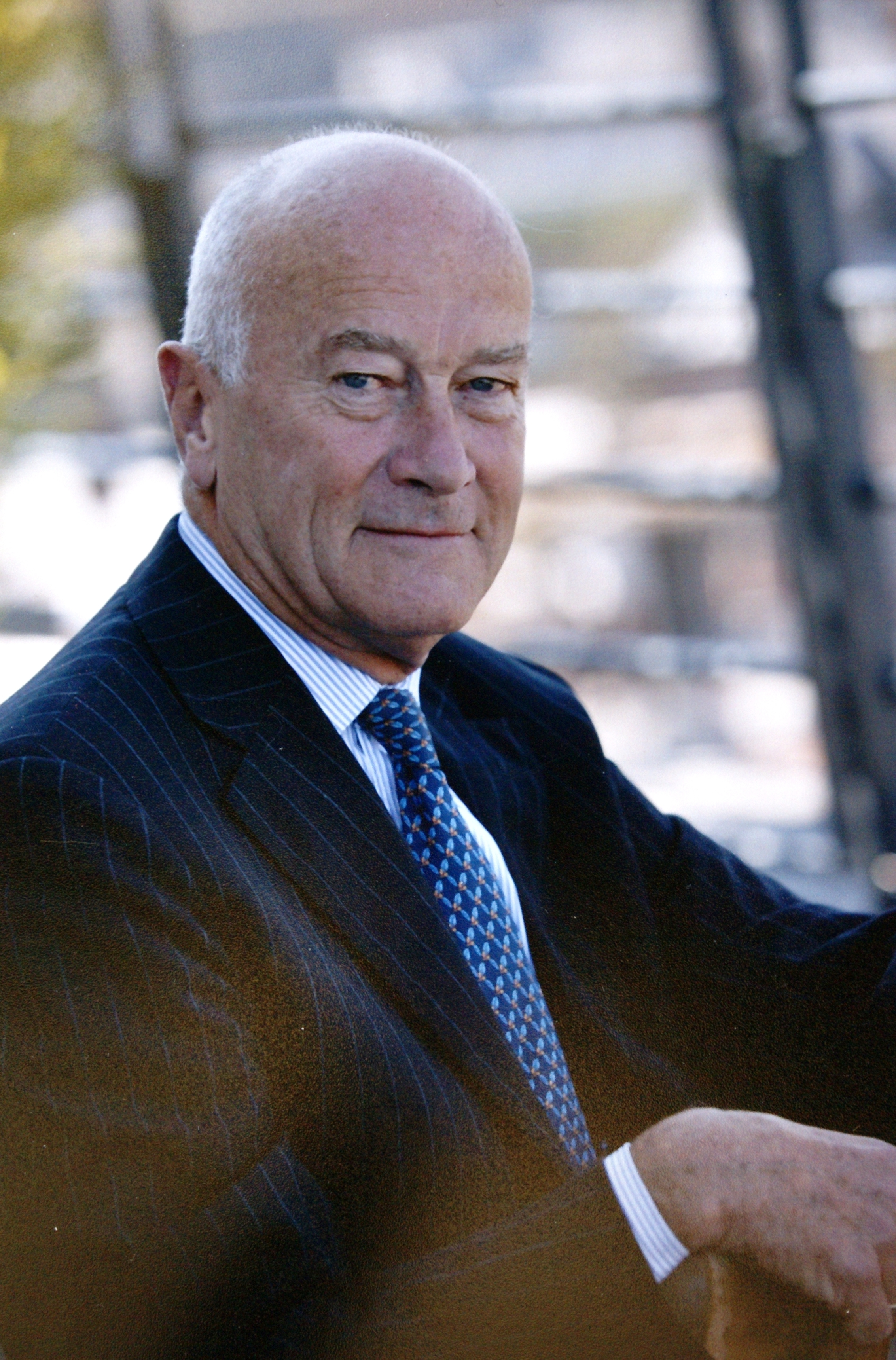
Advocaat Jean-Pierre De Bandt

Jean-Pierre baron de Bandt (Antwerpen, 23 januari 1934) is een Belgisch advocaat. Hij was voorzitter van de federalistische denktank Coudenberggroep.

## Biografie

### Opleiding
Na zijn middelbare studies aan het Onze-Lieve-Vrouwecollege in Antwerpen studeerde hij van 1951 tot 1953 rechten aan de Facultés universitaires Notre-Dame de la Paix in Namen en aan de Katholieke Universiteit Leuven. Hij promoveerde tot:
- doctor in de rechten aan de Katholieke Universiteit Leuven in 1956,
- licentiaat in de toegepaste economische wetenschappen aan de KU Leuven in 1959,
- Master of Law aan de Harvard Law School in 1960,
- licentiaat in politieke en sociale wetenschappen aan de KU Leuven in 1961.

### Loopbaan
Hij begon zijn carrière in 1961 aan de balie van Antwerpen, maar integreerde nog hetzelfde jaar in de Amerikaanse law firm Frank Boas in Brussel. Hij was er vennoot van 1966 tot 1969.
Op 1 juli 1969 stichtte hij samen met Walter Van Gerven zijn eigen kantoor in Brussel, onder de naam De Bandt, Van Gerven en c.s., de eerste advocatenassociatie in België naar Angelsaksisch model. Hij was gedurende twintig jaar voorzitter en managing partner van de associatie die de naam De Bandt, van Hecke & Lagae droeg. In 1999 werd het Luxemburgse kantoor Loesch&Wolter in de associatie opgenomen onder de naam De Bandt, van Hecke, Lagae & Loesch. In 2002 werd een fusie aangegaan met de Londense firma Linklaters & Paines, onder de naam De Bandt & Linklaters. De Bandt werd er senior counsel. Op het ogenblik van de fusie was de associatie De Bandt, Van Hecke, Lagae het belangrijkste Belgische advocatenkantoor met meer dan 200 voltijdse advocaten.
Na de leeftijdsgrens te hebben bereikt, verliet hij de associatie en vestigde zich opnieuw als zelfstandig advocaat.

### Andere activiteiten
De Bandt doceerde aan het Hoger Instituut voor Bestuurswetenschappen van 1962 tot 1972.
Hij was bestuurder in een aantal vennootschappen (o.a. DOMO) en was voorzitter van de raad van bestuur van Wang Europe, Robert Bosch Belgium, Océ-Interservices, Telenorma, Guylian en Alcopa.
Naast zijn actieve advocatenpraktijk zetelde hij in verschillende raden van bestuur van non-profitorganisaties, vooral in de muziekwereld. Zo is of was hij:
- voorzitter van Muziekkapel Koningin Elisabeth (2002-2007),
- erevoorzitter van de Muziekkapel Koningin Elisabeth,
- voorzitter van de Brusselse Filharmonie (1991-2002),
- voorzitter van de vereniging 'Mont des Arts - Kunstberg' (1999-2007),
- voorzitter van de vzw Ceruna (Centre d'études et de recherches universitaire de Namur),
- voorzitter van het Institut Moretus Plantin aan de Universiteit van Namen (1990-2009),
- voorzitter van de Belgische Cinematheek,
- bestuurder van het Paleis voor Schone Kunsten (later Bozar),
- bestuurder en secretaris van de American Chamber of Commerce in Belgium (1975-1985),
- voorzitter van de Harvard Club in Belgium.

Hij was van 2006 tot 2022 bestuurder en voorzitter van de Contius Foundation die in de Sint-Michielskerk in Leuven een Contiusorgel bouwt. Het gaat om een kopie van het laatste orgel dat werd gemaakt door Heinrich Andreas Contius in Liepaja. Contius was de lievelingsorgelbouwer van Johann Sebastian Bach. In januari 2016 werd de eerste fase (het volledig hoodwerk) van het orgel aan de pers voorgesteld.
Hij is bestuurder van de Poelaertstichting, die tot doel heeft de grondige restauratie van het Brusselse Justitiepaleis te promoveren.
De Bandt was medeoprichter en voorzitter van een denktank die zich de Coudenberggroep en Interuniversity Center for the study of Federalism noemde (1984-1999). De groep dacht na over de organisatie van het federale België en publiceerde hierover verschillende studies.

### Eerbetoon
Voor zijn verdiensten werd De Bandt in de erfelijke Belgische adel opgenomen met de persoonlijke titel van ridder in 1994 en baron in 2008. Zijn wapenspreuk luidt Quaere lumen.
In 1999 ontving hij de VRG-Alumniprijs.

### Privé
De Bandt is een telg uit het geslacht De Bandt en een zoon van bankier Roger De Bandt (1904-1961) en Suzanne Cordier. Hij is de kleinzoon van Aloïs Camiel De Bandt (1869-1952), stadssecretaris van Brugge en nadien bankier, en Adilie De Cloedt (1875-1960), dochter van de aannemer en senator Emmanuel De Cloedt (1845-1919). De ouders van Camiel De Bandt waren Karel Debandt (1822-1880) uit Watou en Amelia Devos (1831-1872) uit Zuidschote, die zich na hun huwelijk in 1855 in Vlamertinge vestigden op de boerderij Het Legergoed.
Hij trouwde met Anne Van Houtte (1938-2024), dochter van baron Jean Van Houtte, premier. Ze hebben drie dochters en twee zoons. Hij is een schoonbroer van Jean-Charles Velge, gedelegeerd bestuurder en voorzitter van de raad van bestuur van staaldraadproducent Bekaert.

## Publicaties
Jean-Pierre De Bandt was editor, auteur of medeauteur van:
- Business Guide to Belgium, Common market Report, Commerce Clearing House, Chicago, 1967.
- Naar een nieuw België, Lannoo, Tielt, 1987.
- Quelle Belgique pour demain, Ed.Duculot, Gembloux, 1987.
- The Belgian Constitution and Constitutional development. An introduction to an exhaustive bibliography, Center for the study of federalism,Temple University, Philadelphia, USA, 1987.
- The new Belgian institutional framework, Center for the study of federalism, Brussel, 1989.
- Kopen en verkopen van een onderneming. Juridische aspecten, Cegos, 1990.
- L'achat et la vente d'une entreprise. Implications juridiques, Cegos, 1990.
- In naam van de  democratie (in samenwerking), Roularta Books, 1990.
- Federalisme et territorialité - Réflexions en marge de la troisième phase de la réforme de l'état, Centre d'étude du Fédéralisme, Brussel, 1991.
- Federalisme en territorialiteit, Studiecentrum voor Federalisme, Brussel, 1991.
- Au nom de la démocratie (in samenwerking), Roularta books, 1991.
- Het nut van België, Amsterdam, Atlas, 1993.
- De buitenlandse betrekkingen in het federale België.
- International Corporate Procedures, Jordans, 1992.
- Democracy and the rule of law; The Primacy of Community law; The Belgian federalisation process, in Belgium and EC membership evaluated, Ed. M.A.G. van Meerhaeghe, Pinter Publishers, London, St. Martin's Press, New York, 1992.
- Cost of non-belgium. De meerwaarde van het federaal Belgïe (in samenwerking), Roularta books, 1996.
- Cost of non-Belgium. La valeur ajoutée de la Belgique Fédérale (in samenwerking), Roularta Books, 1996.

Daarbij heeft meester De Bandt talrijke artikels gepubliceerd met betrekking tot handelsrecht en constitutioneel recht.

## Sport
- De Bandt was tijdens zijn legerdienst in 1959 kampioen op de 100 meter vlinderslag.
- Namens het Internationaal Olympisch Comité trad hij op voor de Olympische Spelen in Peking in 2008 als juridisch arbiter.